# Ayguemorte-les-Graves
 Ayguemorte-les-Graves  es una población y comuna francesa, situada en la región de Aquitania, departamento de Gironda, en el distrito de Burdeos y cantón de La Brède.

## Demografía
| 300 | 360 | 434 | 595 | 696 | 902 |
| Para los censos de 1962 a 1999 la población legal corresponde a la población sin duplicidades (Fuente: INSEE [Consultar]) |     |     |     |     |     |